# Artère du bulbe du vestibule
L'artère du bulbe du vestibule (ou artère du bulbe du vagin ou artère bulbaire ou artère périnéale profonde ou artère transverse profonde du périnée) est une artère systémique paire de l'abdomen féminin située dans le petit bassin. Elle vascularise le bulbe du vestibule.

## Origine
L'artère du bulbe du vestibule nait de l'artère pudendale interne dans sa portion horizontale en avant de l'artère périnéale.

## Trajet
L'artère du bulbe du vestibule se dirige en dedans entre les fascias supérieur et inférieur du diaphragme pelvien. Elle se termine au niveau de la face dorsale du bulbe du vestibule en arrière de l’urètre où elle se divise en plusieurs branches de vascularisation.
Celles-ci vascularisent la partie supérieure du bulbe, la muqueuse de l’urètre et les glandes vestibulaires principales et forment des anastomoses avec les artères dorsale du clitoris et périnéale.